# Energia wiązania
Energia wiązania – energia potrzebna do rozdzielenia układu na jego elementy składowe i oddalenia ich od siebie tak, by przestały ze sobą oddziaływać.
W przypadku cząsteczki chemicznej całkowita energia wiązania (nazywana również energią atomizacji) jest energią potrzebną do rozbicia izolowanej cząsteczki na swobodne atomy; pojęcie to jest używane znacznie rzadziej, niż energia wiązania chemicznego odniesiona do dwóch określonych fragmentów cząsteczki (atomów lub grup funkcyjnych) połączonych wiązaniem chemicznym.
W fizyce jądrowej pojęcie energii wiązania odnosi się do jądra atomowego.

## Energia wiązania jądra atomowego
Energia wiązania jądra atomowego określa energię potrzebną do rozdzielenia jądra atomowego na protony i neutrony. Energia wiązania jest ważnym kryterium decydującym o trwałości jądra atomowego.
W związku z równoważnością masy i energii, energię wiązania można obliczyć na podstawie różnicy między masą jądra a łączną masą tworzących je nukleonów.

Energia wiązania na jeden nukleon w zależności od liczby nukleonów w jądrze

Wykres energii wiązania na nukleon od liczby nukleonów w jądrze, czyli od liczby masowej A, jest krzywą, która szybko narasta dla małych liczb masowych, a stopniowo opada dla dużych. Wynika stąd, że dla pierwiastków lekkich (o małej liczbie masowej) syntezie nukleonów jąder towarzyszy uwalnianie energii, zaś w przypadku pierwiastków ciężkich (o dużej liczbie masowej) uwalnianie energii towarzyszy rozszczepianiu, czyli podziałowi jąder. Z tego również powodu jądra pierwiastków lekkich charakteryzują się dużą trwałością, zaś jądra pierwiastków ciężkich mają tendencję do rozpadu. Reakcje jądrowe łączenia jąder przeprowadzane tak, aby uzyskać wyraźny wzrost energii wiązania, mogą być obfitym źródłem energii jądrowej. Reakcje syntezy lekkich jąder (np. synteza helu). W przypadku reakcji rozpadu lub rozszczepienia energia wiązania jądra musi być mniejsza niż energia wiązania produktów reakcji (np. rozpad uranu).
Z wykresu wynika również, że największą energię wiązania na nukleon ma jądro atomu żelaza. Jest to przyczyną względnie dużej obfitości żelaza we Wszechświecie (więcej zobacz: częstość występowania pierwiastków we Wszechświecie)

### Energia wiązania deuteru
Jądro deuteru zbudowane jest z jednego protonu i jednego neutronu. Ich masy wynoszą odpowiednio:
{\displaystyle m_{p}=1{,}007276\ {\text{u}}}
{\displaystyle m_{n}=1{,}008665\ {\text{u}}}
{\displaystyle m_{p}+m_{n}=1{,}007276\ {\text{u}}+1{,}008665\ {\text{u}}=2{,}015941\ {\text{u}}}
gdzie: u jest jednostką masy atomowej
{\displaystyle 1\ {\text{u}}=931{,}4943\ {\text{MeV c}}^{-2}=1{,}6605\cdot 10^{-27}\ {\text{kg}}}
Masa jądra deuteru wynosi:
{\displaystyle m_{d}=2{,}013553\ {\text{u}}}
Różnica tych mas:
{\displaystyle \Delta m=(m_{p}+m_{n})-m_{d}=2{,}015941\ {\text{u}}-2{,}013553\ {\text{u}}=0{,}002388\ {\text{u}}}
zaś energia wiązania deuteru, obliczona na podstawie równoważności masy i energii:
{\displaystyle \Delta E=\Delta m\ c^{2}=0{,}002388\cdot 931{,}494\ {\text{MeV}}=2{,}224\ {\text{MeV}}}

### Energia wiązania jądra sodu
Atom jedynego trwałego izotopu sodu 2311Na ma w jądrze 11 protonów i 12 neutronów.
masa protonu wynosi: {\displaystyle m_{p}=1{,}007276\ {\text{u}}}
masa neutronu wynosi: {\displaystyle m_{n}=1{,}008665\ {\text{u}}}
Suma mas składników jądra:
{\displaystyle m_{sum}=11m_{p}+12m_{n}=23{,}184016\ {\text{u}}}
Wyznaczona doświadczalnie masa atomowa sodu wynosi 22,989770 u, z czego ok. 0,006034 u to masa jedenastu elektronów, zatem pozostająca masa samego jądra:
{\displaystyle m_{j}=22{,}989770\ {\text{u}}-0{,}006034\ {\text{u}}=22{,}983736\ {\text{u}}}
Różnica między rzeczywistą masą jądra a sumą mas jego składników wynosi zatem:
{\displaystyle m_{sum}-m_{j}=23{,}184016\ {\text{u}}-22{,}983736\ {\text{u}}=0{,}20028\ {\text{u}}}
Energia wiązania jądra sodu wynosi więc:
{\displaystyle \Delta E=0{,}20028\cdot 931{,}494\ {\text{MeV}}=186{,}5596\ {\text{MeV}}}
Energia wiązania w przeliczeniu na nukleon:
{\displaystyle 186{,}559\ {\text{MeV}}/23=8{,}1113\ {\text{MeV}}}